# 塔维利亚诺
塔维利亚诺（義大利語：Tavigliano），是意大利比耶拉省的一个市镇。总面积10平方公里，人口978人，人口密度97.8人/平方公里（2009年）。ISTAT代码为096066。